# Llista de les mesquites més grans
La llista de les mesquites més grans és una llista de les mesquites d'arreu del món que destaquen per la capacitat d'acollir-hi fidels, independentment del corrent islàmic al qual estiguin adscrites. Per ser inclosa a la llista, una mesquita ha de poder acollir, com a mínim, 15.000 fidels en els diferents espais per a l'oració de què disposi, incloent tant les sales d'oració (mussal·la), com els patis (sahn) i els pòrtics (riwaq). Totes les mesquites d'aquesta llista són mesquites aljames, un tipus de mesquita pensada per acollir l'oració del divendres (salat al-jumua) en congregació (jamaa).

## Llista
| Nom                                                       | Fotografia                                         | Àrea      | Superfície (m²) | Ciutat                      | Estat               | Any de construcció | Adscripció |
| --------------------------------------------------------- | -------------------------------------------------- | --------- | --------------- | --------------------------- | ------------------- | ------------------ | ---------- |
| Al-Màsjid al-Haram                                        |                                                    | 4.000.000 | 356.000         | La Meca                     | Aràbia Saudita      | Abans de 622       | –          |
| Mesquita del Profeta                                      |                                                    | 1.500.000 | 384.000         | Medina                      | Aràbia Saudita      | 623                | –          |
| Mausoleu de l'imam Reza                                   |                                                    | 1.200.000 | 1.000.000       | Mashad                      | Iran                | 729                | Xiïta      |
| Mesquita Grand Jamia                                      |                                                    | 800.000   | 200.000         | Karachi                     | Pakistan            | 2023               | Sunnita    |
| Mesquita d'Al-Aqsa                                        |                                                    | 400.000   | 150.000         | Jerusalem                   | Palestina           | Abans de 622       | Sunnita    |
| Mesquita Faysal                                           |                                                    | 300.000   | 130.000         | Islamabad                   | Pakistan            | 1986               | Sunnita    |
| Gran mesquita d'Astana                                    |                                                    | 230.000   | 68.062          | Astana                      | Kazakhstan          | 2022               | Sunnita    |
| Mesquita Istiqlal                                         |                                                    | 200.000   | 93.200          | Jakarta                     | Indonèsia           | 1978               | Sunnita    |
| Mesquita Taj-ul-Masajid                                   |                                                    | 175.000   | 23.000          | Bhopal                      | Índia               | 1901               | Sunnita    |
| Mesquita Jamkaran                                         |                                                    | 150.000   | 370.000         | Qom                         | Iran                | 984                | Xiïta      |
| Centre Cultural Islàmic d'Egipte (Gran mesquita d'Egipte) |                                                    | 130.000   | 250.000         | Nova Capital Administrativa | Egipte              | 2023               | Sunnita    |
| Gran mesquita d'Alger                                     |                                                    | 120.000   | 20.000          | Alger                       | Algèria             | 2019               | Sunnita    |
| Mesquita de Hassan II                                     |                                                    | 105.000   |                 | Casablanca                  | Marroc              | 1993               | Sunnita    |
| Mesquita dels Omeies                                      |                                                    | 100.000   |                 | Damasc                      | Síria               | 715                | Sunnita    |
| Mesquita de Badshahi                                      | Night View of Badshahi Mosque (King’s Mosque)      | 100.000   |                 | Lahore                      | Pakistan            | 1673               | Sunnita    |
| Gran mesquita de Bahria                                   | Side view of Grand Jamia Masjid Bahria Town Lahore | 70.000    |                 | Lahore                      | Pakistan            | 2014               | Sunnita    |
| Mesquita de Çamlıca                                       |                                                    | 63.000    |                 | Istanbul                    | Turquia             | 2019               | Sunnita    |
| Gran mesquita Al Jabbar                                   |                                                    | 60.000    | 25.997          | Bandung                     | Indonèsia           | 2022               | Sunnita    |
| Mesquita aljama de Makki                                  |                                                    | 60.000    | 33.000          | Zahedan                     | Iran                | 1971               | Sunnita    |
| Mesquita Al-Akbar                                         |                                                    | 59.000    |                 | Surabaya                    | Indonèsia           | 2000               | Sunnita    |
| Mesquita d'al-Salih                                       |                                                    | 45.000    | 27.300          | Sanà                        | Iemen               | 2008               | Sunnita    |
| Mesquita Baitul Mukarram                                  |                                                    | 42.000    | 2.463           | Dacca                       | Bangladesh          | 1959               | Sunnita    |
| Gran mesquita del xeic Zayed                              |                                                    | 41.000    | 22.412          | Abu Dhabi                   | Emirats Àrabs Units | 2007               | Sunnita    |
| Mesquita aljama de Srinagar                               |                                                    | 33.333    |                 | Srinagar                    | Índia               | 1400               | Sunnita    |
| Jamiul Futuh o Gran Mesquita Índia                        | Jamiul Futuh, The Indian Grand Masjid              | 30.000    |                 | Kerala                      | Índia               | 2022               | Sunnita    |
| Mesquita Orgull dels Musulmans                            |                                                    | 30.000    |                 | Xalí                        | Rússia              | 2019               | Sunnita    |
| Gran mesquita de l'1 de novembre de 1954                  |                                                    | 30.000    | 42.000          | Batna                       | Algèria             | 2003               | Sunnita    |
| Mesquita Massalikoul Djinane                              |                                                    | 30.000    | 10.000          | Dakar                       | Senegal             | 2019               | Sunnita    |
| Mesquita de l'imam Muhàmmad ibn Abd-al-Wahhab             |                                                    | 30.000    |                 | Doha                        | Qatar               | 2010               | Sunnita    |
| Mesquita central de Sabancı                               |                                                    | 28.500    |                 | Adana                       | Turquia             | 1998               | Sunnita    |
| Mesquita At-Tin                                           |                                                    | 25.850    |                 | Jakarta                     | Indonèsia           | 1997               | Sunnita    |
| Mesquita aljama de Delhi                                  |                                                    | 25.000    |                 | Delhi                       | Índia               | 1656               | Sunnita    |
| Mesquita de Jhelum                                        |                                                    | 25.000    |                 | Jhelum                      | Pakistan            | 1950               | Sunnita    |
| Mesquita nacional d'Abuja                                 |                                                    | 25.000    |                 | Abuja                       | Nigèria             | 1984               | Sunnita    |
| Mesquita de Selahaddin Eyyubi                             |                                                    | 25.000    | 43.500          | Amed                        | Turquia             | 2023               | Sunnita    |
| Mesquita de Sultan Salahuddin Abdul Aziz                  |                                                    | 24.000    |                 | Shah Alam                   | Malàisia            | 1988               | Sunnita    |
| Centre Islàmic de Jakarta                                 |                                                    | 20.680    |                 | Jakarta                     | Indonèsia           | 1972               | Sunnita    |
| Mesquita d'al-Azhar                                       |                                                    | 20.000    |                 | El Caire                    | Egipte              | 972                | Sunnita    |
| Mesquita Aqsa                                             |                                                    | 20.000    | 6.500           | Rabwah                      | Pakistan            | 1972               | Ahmadí     |
| Mesquita Dian Al-Mahri                                    |                                                    | 20.000    |                 | Depok                       | Indonèsia           | 2006               | Sunnita    |
| Gran mesquita de Conakry                                  |                                                    | 20.000    |                 | Conakry                     | Guinea              | 1982               | Sunnita    |
| Gran mesquita de Sumatra Occidental                       |                                                    | 20.000    |                 | Padang                      | Indonèsia           | 2014               | Sunnita    |
| Mesquita Id Kah                                           |                                                    | 20.000    |                 | Kaixgar                     | Xina                | 1442               | Sunnita    |
| Mesquita de Xa Jahan                                      |                                                    | 20.000    |                 | Thatta                      | Pakistan            | 1659               | Sunnita    |
| Gran mesquita del sultà Qabus                             |                                                    | 20.000    | 416.000         | Masqat                      | Oman                | 2001               | Ibadita    |
| Mesquita de Tuanku Mizan Zainal Abidin                    |                                                    | 20.000    |                 | Putrajaya                   | Malàisia            | 2009               | Sunnita    |
| Gran mesquita de Raja Hamidah                             |                                                    | 18.500    |                 | Batam                       | Indonèsia           | 1999               | Sunnita    |
| Mesquita d'Hagia Sophia                                   |                                                    | 18.000    |                 | Istanbul                    | Turquia             | 537                | Sunnita    |
| Mesquita al-Kauthar                                       |                                                    | 17.000    |                 | Tawau                       | Malàisia            | 1997               | Sunnita    |
| Mesquita al-Fattah al-Aleem                               |                                                    | 17.000    |                 | Nova Capital Administrativa | Egipte              | 2019               | Sunnita    |
| Mesquita del Territori Federal                            |                                                    | 17.000    |                 | Kuala Lumpur                | Malàisia            | 2000               | Sunnita    |
| Gran mesquita de Makhatxkalà                              |                                                    | 17.000    |                 | Makhatxkalà                 | Rússia              | 1998               | Sunnita    |
| Mesquita Aqsa                                             |                                                    | 15.000    |                 | Qadian                      | Índia               | 1876               | Ahmadí     |
| Gran mesquita d'Al-Azhom                                  |                                                    | 15.000    |                 | Tangerang                   | Indonèsia           | 2003               | Sunnita    |
| Mesquita de l'emir Abdelkader                             |                                                    | 15.000    |                 | Constantina                 | Algèria             | 1994               | Sunnita    |
| Mesquita de Kocatepe                                      |                                                    | 15.000    |                 | Ankara                      | Turquia             | 1987               | Sunnita    |
| Gran mesquita de Java Central                             |                                                    | 15.000    |                 | Semarang                    | Indonèsia           | 2006               | Sunnita    |
| Gran mesquita de Sabilal Muhtadin                         |                                                    | 15.000    |                 | Bandjarmasin                | Indonèsia           | 1974               | Sunnita    |
| Mesquita nacional de Malàisia                             |                                                    | 15.000    |                 | Kuala Lumpur                | Malàisia            | 1965               | Sunnita    |
| Mesquita de Putra                                         |                                                    | 15.000    |                 | Putrajaya                   | Malàisia            | 1999               | Sunnita    |
| Mesquita del sultà haji Hassanal Bolkiah                  |                                                    | 15.000    |                 | Cotabato City               | Filipines           | 2011               | Sunnita    |